# NGC 6192
NGC 6192 este o galaxie situată în constelația Scorpionul. A fost descoperită în 13 mai 1826 de către James Dunlop. Se află la o distanță de 1,5 kiloparseci de Pământ.